# Cleora levata
Cleora levata är en fjärilsart som beskrevs av Fletcher 1953. Cleora levata ingår i släktet Cleora och familjen mätare. Inga underarter finns listade i Catalogue of Life.